# لقمان (أديامان)
لقمان (بالكردية: Loqman‏) (بالتركية: Lokman)‏ هي قرية كرديّة رشوانيّة تتبع إداريّاً لمديرية أديامان في محافظة أديامان التركية الواقعة في جنوب شرق الأناضول. وبلغ عدد سكانها 153 نسمة في عام 2021.